# براد بيرد
فيليب برادلي «براد» بيرد (بالإنجليزية: Brad Bird)‏ (من مواليد 11 سبتمبر، 1957) فائز مرتين بجائزة اوسكار الاميركية كمخرج. وقال إن أفضل الأعمال هي أعماله مع ديزني / «بيكسار» /Incredibles (2004)، وRatatouille (2007). كما آخرج فيلم مد اليد المتحركة (Hand Animated) عام 1999 مع وارنر بروس فيلم العملاق الحديدي. كما أنه اخرج فيلم مهمة مستحيلة (mission impossible:ghost protocol) مع بارامونت عام 2011 . استعراض Ratatouille دي في دي، والعينين ويكلي عرض هذا الوصف للعمل بيرد: «من الصعب التفكير في تعميم آخر مع المخرج الاميركي للمقارنة السوائل البصرية مثل هذا النمط أو ملزمة - قبضته على القص والميكانيكا.» 

## النشأة
بيرد ولد في Kalispell، مونتانا. وفي جولة للاستديوهات والت ديزني في سن ال 11، وأعلن أن ما لانه قد يصبح جزءا من فريق الرسوم المتحركة، وبعد ذلك بدأ العمل في بلده لمدة 15 دقيقة المتحركة القصيرة. في غضون عامين، وكان بيرد أكمل الرسوم المتحركة، والتي أعجب الرسوم. قبل 14 عاما، بالكاد في المدرسة الثانوية، كان بيرد توجيه من جانب الرسوم المتحركة Kahl لقح واحد من إنتاج شركة ديزني الأسطورية القديمة تسعة رجال. وتشير الطيور Kahl انتقادات بوصفه المثل: Kahl أن أشير إلى أوجه القصور من جانب برفق على إيصال الأفكار التي يمكن أن تحسن الطيور. بعد تخرجه من المدرسة الثانوية Corvallis في Corvallis أوريجون في عام 1975، أخذت الطيور لمدة ثلاث سنوات. ثم حصل على منحة دراسية من قبل ديزني لحضور معهد كاليفورنيا للفنون، حيث التقى والرسوم المتحركة أصبح صديقا آخر في المستقبل، وشارك في تأسيس «بيكسار» والمخرج جون لاسيتيزر 

## حياته المهنية

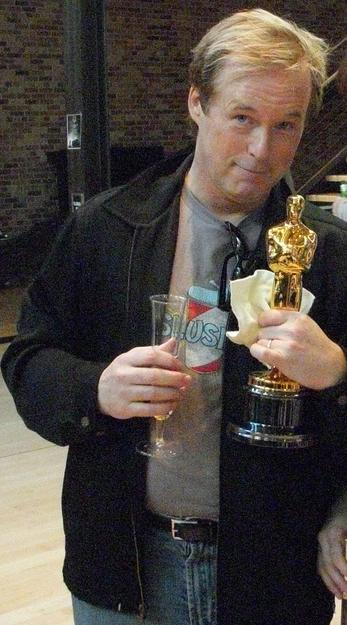
براد بيرد مع أوسكاره الثاني

عند تخرجه من معهد كاليفورنيا للفنون، بدأ بيرد يعمل لحساب ديزني. فترة عمله مع ديزني وجيزة، وغادر الشركة بعد وقت قصير من العمل على الثعلب وكلب الصيد في عام 1981.
بعد ذلك عمل في مسلسلات الرسوم المتحركة التلفزيونية، مع فترات زمنية أقصر بكثير. كان المبدع (الكاتب والمخرج والمنتج المشترك) للأسرة الكلب حلقة ستيفن سبيلبرغ / قصص رائع. وبالإضافة إلى ذلك، شارك بيرد كتبت سيناريو لحية عمل فيلم * بطاريات غير مدرجة. بيرد في عام 1989 وانضم Klasky Csupo، حيث ساعد في تطوير سمبسنز من دقيقة واحدة قصيرة على Tracey ألمان وقد عرض في سلسلة من نصف ساعة من البرامج. في عام 1990، وأدار الحلقة «Krusty يحصل كسر» (وهي المرة الأولى التي يتحدث دور العرض الجانبي بوب)، وشارك في توجيه الموسم حلقة ثلاثة "على غرار الأب، ومثل المهرج". خدم على العرض لسنوات عديدة منصب تنفيذي استشاري. عمل على العديد من الرسوم المتحركة في التلفزيون سلسلة بينهم الناقد والملك للهيل قبل أن تدفع اخوان وارنر لكتابة مباشرة وأفلام الرسوم المتحركة الحديدي العملاق. وإن كان النقاد وأعطى متوهجة ويستعرض الفيلم، وهو لم يكن جيدا في شباك التذاكر، وهي عدم وجود الكثير من النجاح يعزى إلى محدودية التسويق باسمها من قبل استوديو [بحاجة لمصدر] ومع ذلك، فإن الفيلم أعجب صديقه القديم جون لاسيتيزر مؤسس الحاسوب رائد الرسوم المتحركة «بيكسار». الطيور ضارية لفكرة إن Incredibles ل«بيكسار». انتهى في الصورة، كما يوفر بيرد صوت مصمم ازياء إدنا مود. على سبيل المزاح في الداخل، والطابع اللانمطى استند الطيور شبيهه وحسب قوله، انه لا يدرك حتى نكتة الفيلم جدا الآن في الإنتاج قد تغير. [بحاجة لمصدر]
وأصبح هذا الفيلم كل من رئيسي وحاسم في نجاح المالية. ونتيجة لذلك، في أول مباراة له مع الطيور المتحركة أفضل الميزات، وسيناريو ورشح لافضل سيناريو اصلي.
في منتصف عام 2005، وطلب بيرد من قبل فريق إدارة «بيكسار» للاستيلاء على Ratatouille من مديره السابق جان Pinkava. هذا التغيير، وأعلن في آذار / مارس 2006، خلال عرض المساهمين في ديزني. الفيلم صدر في عام 2007 ؛ مثل "Incredibles"، والفيلم كان آخر بالغ الأهمية، وشباك التذاكر النجاح. في كانون الثاني / يناير من عام 2008، وفاز Ratatouille أفضل الميزات المتحركة على جائزة غولدن غلوب، بل كان أيضا ورشح لجوائز الاوسكار (5)، من بينها أفضل فيلم تحريك ميزة وافضل سيناريو اصلي. يوم 24 فبراير 2008، وفاز بيرد Ratatouille ثاني جائزة اوسكار لأفضل الأفلام الطويلة المتحركة.
الطيور وتحدث بحماس عن الرسوم المتحركة كشكل فني. لدى الطيور وجون ووكر ليسجل المدير التعليق لIncredibles إن دي في دي، وعرض مازحا كمة المقبلة شخص انه سمع الكلمة للرسوم المتحركة وهو النوع.  ويرى الطيور الرسوم المتحركة ويمكن استخدام أي نوع من يخبر القصة والدراما أو الكوميديا، لجمهور البالغين أو الأطفال. 
قبل أن ينحرف بها Ratatouille، والطيور بدأت في العمل على تكييف فيلم جيمس داليساندرو / رواية 1906، الذي سيكون أول عمل يعيش المشروع. وفي آذار / مارس 2008، واستأنفت العمل بيرد على الفيلم، وهو من المشاركين في بين إنتاج «بيكسار» وارنر بروس، والرواية، وروى مراسل أناليزا Passarelli، وتبحث شرطة مكافحة الفساد في الحكومة التي تسبب زلزال 1906 في سان فرانسيسكو أن تتحول إلى كارثة من هذا القبيل. السيناريو وشارك في تأليف جون لوغان  واشار هيل جيم مدون الفيلم تم تعليقها بسبب ديزني / «بيكسار» وارنر بروس ' العصبية أكثر من المتوقع وقدره 200 مليون دولار في الميزانية.

## قائمة أفلامه

### الرسوم المتحركة
- Animalympics (1980)
- طاعون الكلاب (1982)

### مخرج
- عائلة الكلب (1987)
- العملاق الحديدي (1999)
- الخارقون (2004)
- هجوم جاك جاك (2005)
- Ratatouille (2007)
- 1906 (سيضاف)
- [مهمة مستحيلة] [mission impossible:ghost protocol] 2011

### كاتب السيناريو
- عائلة الكلب (1987)
  - بطاريات لم تدرج (1987)
- العملاق الحديدي (1999)
- الخارقون (2004)
- Ratatouille (2007)

### ممثل
- الخارقون (2004) -- إدنا مود (صوت)
- Ratatouille (2007) -- أمبريزستر مارون (صوت)

## الروابط الخارجية
- براد بيرد على موقع IMDb (الإنجليزية)
- براد بيرد على موقع الموسوعة البريطانية (الإنجليزية)
- براد بيرد على موقع روتن توميتوز (الإنجليزية)
- براد بيرد على موقع ألو سيني (الفرنسية)
- براد بيرد على موقع ميوزك برينز (الإنجليزية)
- براد بيرد على موقع أول موفي (الإنجليزية)
- براد بيرد على موقع بوكس أوفيس موجو (الإنجليزية)
- براد بيرد على موقع قاعدة بيانات الأفلام السويدية (السويدية)
- براد بيرد على موقع إن إن دي بي (الإنجليزية)
- براد بيرد على موقع ديسكوغز (الإنجليزية)
- براد بيرد في مقابلة مع IGN
- قرص الفيديو الرقمي DVD: مقابلة مع براد بيرد عن (الخارقون) Incredibles
- ليالي افتتاح فيلم الرسوم المتحركة (الخارقون)
- براد بيرد مقابلة حول (Ratatouille)
- فنيات عمل «بيكسار» 'sRatatouille هارلي جيسوب مقابلات مع شارون Calahan براد بيرد ومرافقة مقالا عن صنع الفيلم.
- براد بيرد في مقابلة بلو - ray.com مقابلة بشأن Ratatouille (فيلم) عن هذه التطبيقات تقنية بلو راي.